# Högbo landskommun

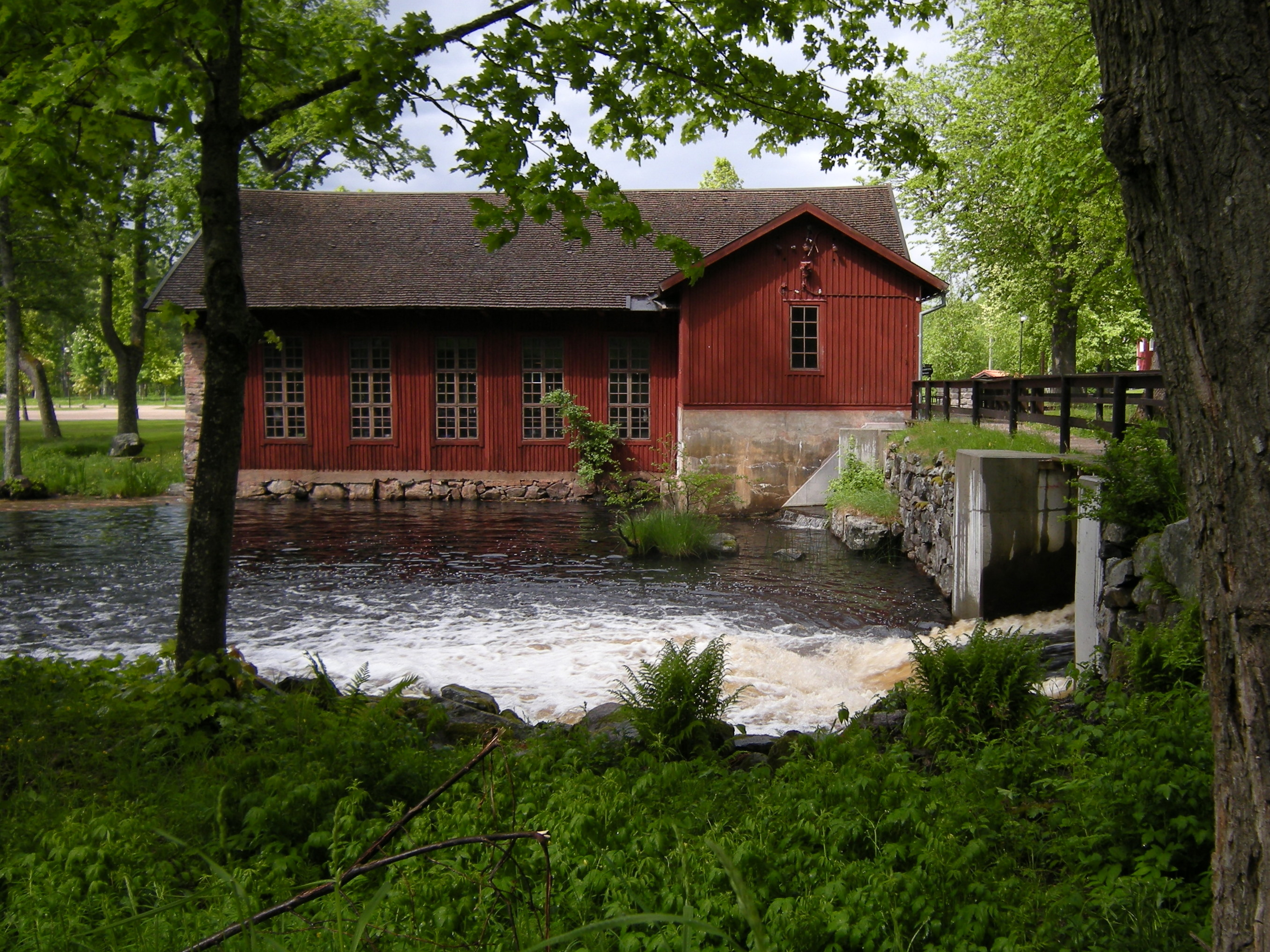
Övre hammaren vid Högbo bruk.

Högbo landskommun var en tidigare kommun i Gävleborgs län.

## Administrativ historik
Högbo landskommun inrättades den 1 januari 1863 i Högbo socken i Gästrikland när 1862 års kommunalförordningar trädde i kraft. Den 1 januari 1927 bröts en del av kommunen ut för att bilda Sandvikens köping. Den 1 januari 1943 blev Sandvikens köping stad, och samtidigt blev de båda delarna av den gamla kommunen Högbo återförenade igen då den återstående delen av Högbo landskommun inkorporerades i staden.

## Kommunvapen
Högbo landskommun förde inte något vapen.

## Politik

### Mandatfördelning i valet 1938
| 15 | 3 | 2 |

| 20 |

### Fotnoter
1. ↑  Per Andersson: Sveriges kommunindelning 1863-1993, Draking, Mjölby 1993, ISBN 91-87784-05-X, s. 87